# Costituzione persiana del 1906
La Costituzione persiana del 1906 (in persiano قانون اساسی مشروطه‎, Qānun-e Asāsi-ye Mashrute), fu la prima costituzione del Sublime Stato di Persia, risultante dalla rivoluzione costituzionale persiana. 
Essa fu scritta da vari politici iraniani tra i quali Hassan Pirnia, Hossein Pirnia e Esmail Momtaz e altri. La Costituzione rimase in vigore anche durante la salita al potere dei Pahlavi nello Stato Imperiale dell'Iran ed era divisa in cinque capitoli con numerosi articoli che furono elaborati nel corso di diversi anni. Il Corano fu il fondamento della Costituzione mentre la costituzione belga servì da modello parziale per la Carta.

## Le leggi elettorali e fondamentali del 1906
Le leggi elettorali e fondamentali del 1906 stabilirono il sistema elettorale e gli assetti interni del Majlis (Parlamento) e del Senato. Con la proclamazione reale del 5 agosto 1906, Mozzafar al-Din Shah creò questa prima costituzione "per la pace e la tranquillità di tutto il popolo della Persia". A Mohammad Ali Shah Qajar sono attribuiti i capitoli 4 e 5.

### La legge elettorale del 9 settembre 1906
La legge elettorale del 9 settembre 1906 definì le norme per le elezioni del Majlis.

#### Soggetti privati del diritto di voto
L'articolo 3 di questo capitolo affermava che non era consentito votare a:
1. Donne;
2. Stranieri;
3. persone sotto i 25 anni;
4. "persone note per opinioni maliziose;
5. persone con precedenti penali;
6. personale militare attivo e ad alcuni altri gruppi non era consentito votare.

#### Qualifiche elettorali
L'articolo 4 stabiliva che gli eletti dovevano essere 
1. Perfettamente alfabetizzati in persiano;
2. Essere sudditi iraniani di origine iraniana;
3. Essere conosciuti a livello locale;
4. Non avere un impiego governativo;
5. Avere un'età compresa tra 30 e 70 anni;
6. Avere una certa conoscenza degli affari di Stato.

L'articolo 7 affermava: "Ogni elettore ha un voto e può votare solo in una classe [sociale]".

### Le leggi fondamentali del 30 dicembre 1906
Le leggi fondamentali del 30 dicembre 1906 definirono il ruolo del Majlis nel sistema e il suo quadro. Definì inoltre una legislatura bicamerale. L'articolo 1 istituiva l'Assemblea consultiva nazionale fondata “sulla giustizia”. L'articolo 43 recitava: "Sarà costituita un'altra Assemblea, denominata Senato".

## Emendamento costituzionale del 1907
Tra gli argomenti discussi nell'emendamento del 1907 ci fu la dichiarazione dello sciismo duodecimano come religione di stato e l'istituzione di un consiglio di 5 religiosi sciiti duodecimani di alto rango incaricati di assicurare che le leggi approvate dal parlamento non fossero contrarie alle leggi dell'Islam. Tra gli argomenti c'erano anche gli articoli sui diritti delle persone, quelli che descrivevano la bandiera dell'Iran e stabilivano Teheran come capitale del paese.